# Maxim Alexejewitsch Purkajew

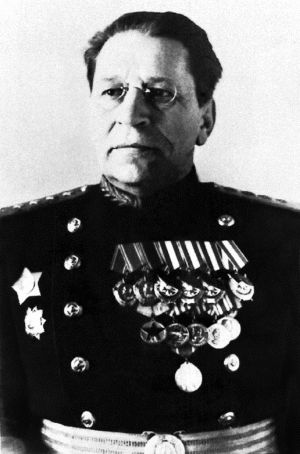
Maxim A. Purkajew

Maxim Alexejewitsch Purkajew (russisch Максим Алексеевич Пуркаев, wiss. Transliteration Maksim Aleksejevič Purkajev; * 14. Augustjul. / 26. August 1894greg. in Nalitowo, Gouvernement Simbirsk; † 1. Januar 1953 in Moskau) war ein sowjetischer General.

## Leben
Purkajew diente ab 1915 als Fähnrich in der Kaiserlich-Russischen Armee während des Ersten Weltkrieges (1914–1918). Nach der Oktoberrevolution trat er 1918 der Roten Armee bei und diente während des Russischen Bürgerkrieges als Kompanie- und Bataillonschef u. a. in der 24. Division. In der KPdSU war er seit 1919 Mitglied. Ab 1923 war er Regimentskommandeur. Nach dem Abschluss von der „Frunse-Militärakademie“ stieg er am 15. Juli 1938 zum Divisionskommandeur auf und wurde Chef des Stabes des Weißrussischen Militärbezirkes. Im Jahre 1940 trat er die gleiche Funktion im Kiewer Besonderen Militärbezirk an, am 4. Juni dieses Jahres wurde er zum Generalleutnant befördert.
Bei Beginn des deutschen Angriffs auf die Sowjetunion wurde aus dem Besonderen Kiewer Militärbezirk die Südwestfront unter Armeegeneral M. P. Kirponos (1892–1941) gebildet. Im Juli 1941 wurde Purkajew als Stabschef abgelöst, um Befehlshaber der 60. (Reserve)-Armee zu werden. Aus dieser wurde im Januar 1942 die 3. Stoßarmee formiert, an deren Spitze Purkajew in den Winterschlachten bei Cholm und Demjansk stand. 
Im August 1942 übernahm er das Kommando über die Truppen der Kalininer Front und wurde am 18. November dieses Jahres zum Generaloberst ernannt.  Im Winter 1942/43 konnte er zwar die Kämpfe um Welikije Luki für sich entscheiden, doch bei der „Operation Mars“ gegen den deutschen Frontbogen bei Rschew blieb er hinter den Erwartungen zurück. Im April 1943 wurde er deshalb mit dem Kommando über die 2. Fernostfront betraut, am 26. Oktober 1944 erfolgte seine Rangerhöhung zum Armeegeneral. Mit seiner Front hatte er 1945 maßgeblichen Anteil an der sowjetischen Invasion der Mandschurei gegen die japanischen Truppen.
Danach blieb Purkajew von September 1945 bis Januar 1947 Befehlshaber des Fernöstlichen Militärbezirkes. Gleichzeitig wurde er Mitglied im Obersten Sowjet der Sowjetunion. Danach diente er ab Juni 1947 als Stabschef und erster Stellvertreter des Kommandeurs der Truppen im Fernen Osten. Anschließend war Purkajew ab Juli 1952 Direktor des militärischen Höheren Bildungswesens im Verteidigungsministerium der UdSSR. Kurz darauf verstarb er jedoch.